# Coralliozetus micropes
Coralliozetus micropes är en fiskart som först beskrevs av Charles William Beebe och John Tee-Van, 1938.  Coralliozetus micropes ingår i släktet Coralliozetus och familjen Chaenopsidae. IUCN kategoriserar arten globalt som livskraftig. Inga underarter finns listade i Catalogue of Life.